# Логбі 3
Логбі 3 (англ. Lohbiee 3) — індіанська резервація в Канаді, у провінції Британська Колумбія, у межах регіонального округу Карібу.

## Населення
За даними перепису 2016 року, індіанська резервація нараховувала 91 особу, показавши скорочення на 22,9%, порівняно з 2011-м роком. Середня густина населення становила 39,9 осіб/км².
З офіційних мов обидвома одночасно не володів жоден з жителів, тільки англійською — 90. Усього 50 осіб вважали рідною мовою не одну з офіційних, з них усі — одну з корінних мов.
Працездатне населення становило 66,7% усього населення, рівень безробіття — 50%.

## Клімат
Середня річна температура становить 2,5°C, середня максимальна – 16,4°C, а середня мінімальна – -13,5°C. Середня річна кількість опадів – 501 мм.
| Клімат поселення                              | Клімат поселення | Клімат поселення | Клімат поселення | Клімат поселення | Клімат поселення | Клімат поселення | Клімат поселення | Клімат поселення | Клімат поселення | Клімат поселення | Клімат поселення | Клімат поселення | Клімат поселення |
| Показник                                      | Січ.             | Лют.             | Бер.             | Квіт.            | Трав.            | Черв.            | Лип.             | Серп.            | Вер.             | Жовт.            | Лист.            | Груд.            |                  |
| Середній максимум, °C                         | 0,20             | 2,30             | 4,50             | 8,27             | 12,58            | 15,93            | 15,98            | 16,43            | 12,78            | 7,73             | 1,50             | −2,58            |                  |
| Середня температура, °C                       | −6,66            | −4,53            | −2,34            | 1,41             | 5,72             | 9,10             | 11,89            | 12,36            | 8,70             | 3,64             | −2,56            | −6,66            |                  |
| Середній мінімум, °C                          | −13,5            | −11,38           | −9,2             | −5,44            | −1,13            | 2,24             | 7,81             | 8,28             | 4,62             | −0,42            | −6,65            | −10,74           |                  |
| Норма опадів, мм                              | 51               | 35               | 28               | 25               | 36               | 44               | 46               | 43               | 33               | 48               | 57               | 55               |                  |
| Середньомісячна швидкість вітру, м/с          | 1.64             | 1.76             | 1.98             | 2.22             | 2.18             | 2.24             | 2.15             | 1.91             | 1.84             | 1.90             | 1.87             | 1.56             |                  |
| Середньомісячна сонячна радіація, кДж/м²·день | 2995             | 5749             | 10271            | 15050            | 18664            | 20350            | 20601            | 17392            | 12172            | 6732             | 3304             | 2245             |                  |
| --------------------------------------------- | ---------------- | ---------------- | ---------------- | ---------------- | ---------------- | ---------------- | ---------------- | ---------------- | ---------------- | ---------------- | ---------------- | ---------------- | ---------------- |
| Джерело:                                      |                  |                  |                  |                  |                  |                  |                  |                  |                  |                  |                  |                  |                  |